# 龔虹嘉
龔虹嘉（1965年—），是中華人民共和國的企業家，擁有香港永久居民身份。他是海康威视的第二大股東。在福布斯中國富豪排行榜上，名列第十五。另外，在2018年3月所公布的2018福布斯億萬富豪名單上，其淨資產以112億美元名列名單上的第137位。

## 早期生活
龔虹嘉出生在1965年的中国大陆。他曾在华中科技大学讀書。

## 个人生活
他已婚，有两个孩子，住在香港。